# Сандзьонісі Санетака
Сандзьонісі Санетака (11 травня 1455 — 5 листопада 1537) — середньовічний японський придворний, вчений, поет, каліграф, літературознавець періоду Муроматі.

## Життєпис
Походив зі знатного роду Сандзьонісі. Другий син Сандзьонісі Кіміясу, двірцевого міністра, та доньки Канродзі Фусанаґи. Обидва його батьків походили з родів, що були відгалуженням родів клану Північних Фудзівара. Народився 1455 року в Кіото. У 1458 року поступив на придворну службу, отримав молодший п'ятий ранг. Того ж року призначено дзідзю (імператорським слугою — камергером).
1460 року втратив батька, тому опинився під опікою вуйка Канродзі Тіканаґа. Здобув гарну, всебічну освіту, виявивши хист до поезії, став знавцем придворного церемоніалу, класичної китайської поезії. Захопився старовинною японською літературою і історією. Японську поезію вивчав під орудою Асукаї Масатіка. 1467 року під час початку смути Онін (боротьбі західних і східних кланів за право посадити свого сьогуна) Сандзьонісі Санетака вимушений був тікати до храму Курама-дера (на півночі Кіото), оскільки в місті точилися бої. В результаті резиденції роду Сандзьонісі завдано значної шкоди.
Оскільки аристократія за часів сьогунів з роду Асікаґа була усунена від політичного життя розпочав кар'єру при імператорському дворі. Згодом своїми знаннями завоював прихильність сьогунів. 1469 року призначено сьосьо (старшим командиром) Правої внутрішньої палацової гвардії. До 1506 року дослужився до посади двірцевого міністра і отримав старший другий ранг. Але вже через 2 місяці пішов з посади.
1516 року залишив усі посади, ставши буддистським ченцем. Решту життя присвятив себе виключно літературній діяльності. Помер 1537 року в Кіото.

## Творчість
Складав вірші-вака і ренґа. Останньому навчався у поета-мандрівника Соґі. В свою чергу Сандзьонісі Санетака був вчителем Такено Дзьоо. Був новатором: надавав словам та виразам зі старовинних антологій нового значення й емоційного забарвлення. В доробку є 2 поетичні збірки (переважно ренга) — «Сецуґьоку-сю» (складається з 8202 вірша, опубліковано 1670 року) і «Тосецу-сю». Поети XVII століття розглядали «Сецуґьоку-сю» одну з трьох блискучих антологій століття.
Також вважається автором «Тедо но утаавасе» («Поетичний турнір утварі»). Також долучився до створення «Когава но сосі» («Нариси про Когаву») і «Ґемму моноґатарі» («Повість про Гемму»), відомі його коментарі до поетичних збірок «Манйосю», «Кокін вака-сю», роману «Ґендзі моногатарі» (в «Санетака-хон Ґендзі моногатарі кейдзу», 1488 рік), «Записки від нудьги» (в «Конгьокусю»). Є автором інформаційних підписів для картин, що малюваляся на замовлення імператора Ґо-Цутімікадо, згодом замовлення отримував від сьогунів Асікаґа.
Був також знаним свого часу каліграфом і переписником книг, що намагався зберегти від нищення. Короткі твори Санетак копіював особисто, для об'ємних, наприклад «Ґендзі Моногатарі» наймав групи переписувачів. Це також було однією зі статтею прибутку Сандзьонісі Санетака. Стиль каліграфії Санетака став одним з провідних в добу Едо.
В доробку є щоденник «Санетака кокі» («Нариси пана Санетака»), що є важливим історичним джерелом з життя імператорів, сьогунів, знаті та придворних, соціальних стосунків, військових, культурних (спектаклі театру Но, музичні турніру, турніри з пахощів) подій часів Сенґоку. Охоплює історичний період з 1474 до 1536 року. є також автором невеличких історичних текстів, що складав на замовлення буддистських храмів і монастирів.
Сьогун Асікаґа Йосімаса доручив Сандзьонісі Санетака провести класифікацію усіх пахощів, які на тоді були відомі в Японії. Здійснивши цю роботу Санетака сформулював принципи для пахощів, відомі як Рікокку-гомі — «Шість країн, п'ять смаків». Цим було покладено основу для кодо (кьодо) — «шляху пахощів» (мистецтво поєднання, складання пахощів).